# Transdanubien
Als Transdanubien („Land jenseits der Donau“, zu lateinisch Danubius ‚Donau‘) werden in Ungarn die orographisch rechts (südlich und westlich) der Donau gelegenen Landesteile bezeichnet. Der ungarische Name lautet Dunántúl.

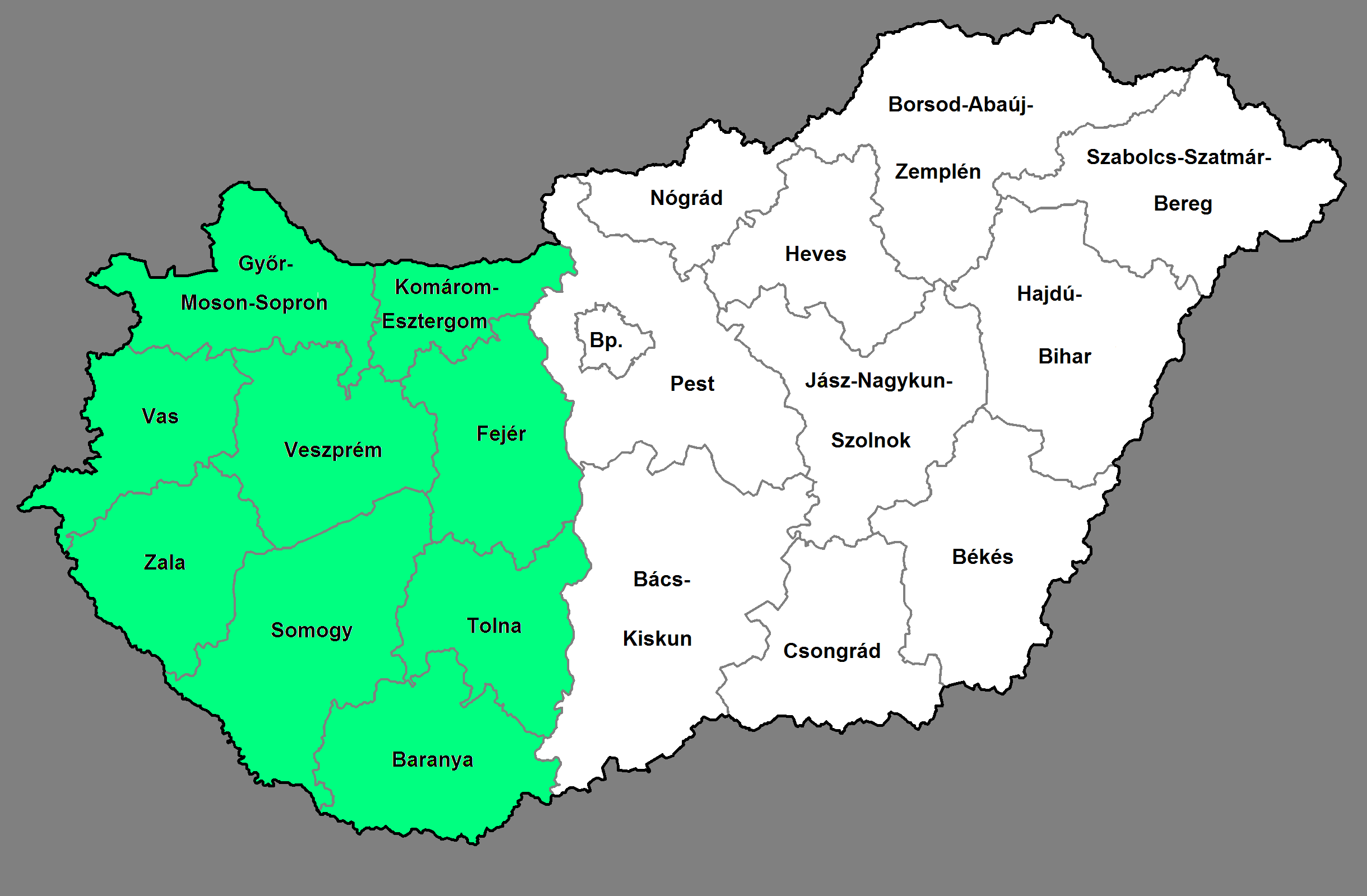
Transdanubien (grün markiert)

Der Begriff umfasst die drei westungarischen Regionen Westtransdanubien, Mittel- und Südtransdanubien sowie die rechts der Donau gelegenen Teile des Komitats Pest. In den genannten Regionen liegen die neun Komitate Baranya, Fejér, Győr-Moson-Sopron, Komárom-Esztergom, Somogy, Tolna, Vas, Veszprém und Zala.
Der antonyme Begriff Cisdanubien („Land diesseits der Donau“) wird seltener verwendet. Mit diesem historischen Begriff werden die nördlich der Donau liegenden Teile des Königreichs Ungarn bezeichnet, also Oberungarn (im Wesentlichen die heutige Slowakei).
In Wien wird der Begriff Transdanubien umgangssprachlich für die von der Inneren Stadt aus hinter der Donau liegenden Gemeindebezirke, Floridsdorf und Donaustadt, verwendet. Entsprechend wird die orographisch rechts der Donau liegende Stadt auch als Cisdanubien bezeichnet.